# Carlos Mesa

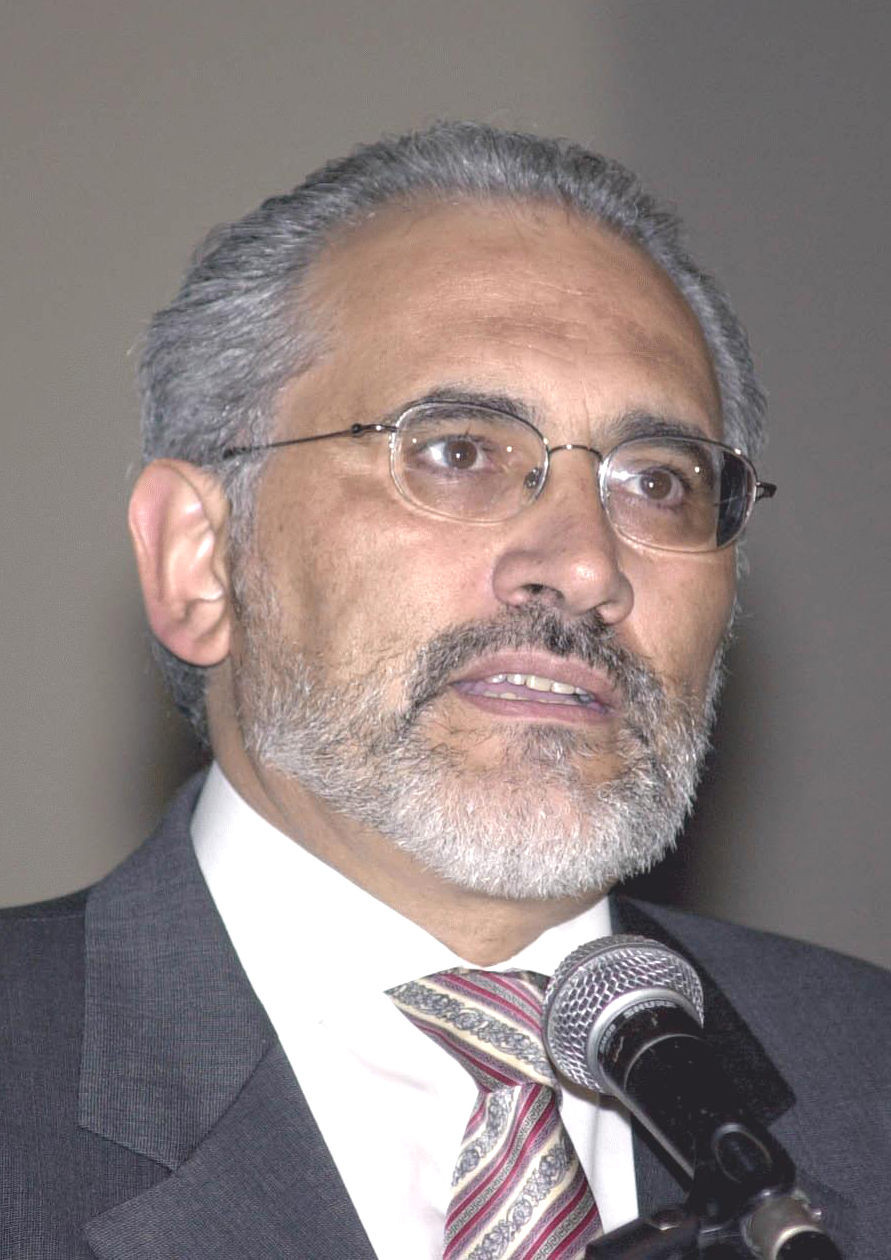
Carlos Mesa

Carlos Diego Mesa Gisbert (* 12. August 1953 in La Paz) ist ein bolivianischer Politiker und Historiker. Er übernahm am 17. Oktober 2003 als Vizepräsident die verfassungsgemäße Nachfolge im Amt des bolivianischen Präsidenten und trat am 6. Juni 2005 zurück. Carlos Mesa übernahm dieses Amt als Parteiloser. Bei den Präsidentschaftswahlen in Bolivien 2019 und 2020 kandidierte er erfolglos gegen die MAS Politiker Evo Morales und Luis Arce.
In der Wahl 2019 wäre Mesa nur um weniger als 1 % in die Stichwahl gegangen (nach offiziellen Ergebnissen des TSE). Jedoch wurde nach massiven Protesten aufgrund vermutlicher Wahlmanipulation ein Audit der Organisation Amerikanischen Staaten durchgeführt, welcher die Wahlmanipulation bestätigte. In späteren Studien konnte jedoch keine Manipulation bestätigt werden.

## Leben
Mesa absolvierte ein Jesuiten-Gymnasium in La Paz und studierte im Anschluss Literaturgeschichte. Vor seiner politischen Laufbahn arbeitete er als Historiker und Journalist, unter anderem als stellvertretender Herausgeber der Tageszeitung Última Hora und Fernsehmoderator. Er hat zahlreiche Bücher veröffentlicht.
Sein Vorgänger Gonzalo Sánchez de Lozada musste nach der gewaltsamen Niederschlagung eines Volksaufstandes gegen seine Regierungspolitik zurücktreten. Thematischer Kern des Aufstands war der Umgang mit den Energieressourcen des Landes, der sogenannte Erdgaskrieg (Guerra del Gas). Seine Regierung plante, Flüssiggas weit unter Weltmarktpreis und ohne Wertschöpfung in Bolivien ins Ausland zu verkaufen. Nach dem Masacre del Gas am 12. Oktober 2003, dem blutigsten Tag des Volksaufstandes, hatte sich Mesa, damals Vizepräsident, vollständig von den Militäreinsätzen (mindestens 67 Tote in der Zivilbevölkerung) distanziert, mit denen Präsident Gonzalo Sánchez de Lozada gegen das Volk vorging, und schuf so die Möglichkeit zu einem demokratischen Übergang. Sechs Tage später flohen Sánchez de Lozada und sein Kabinett ins Ausland.

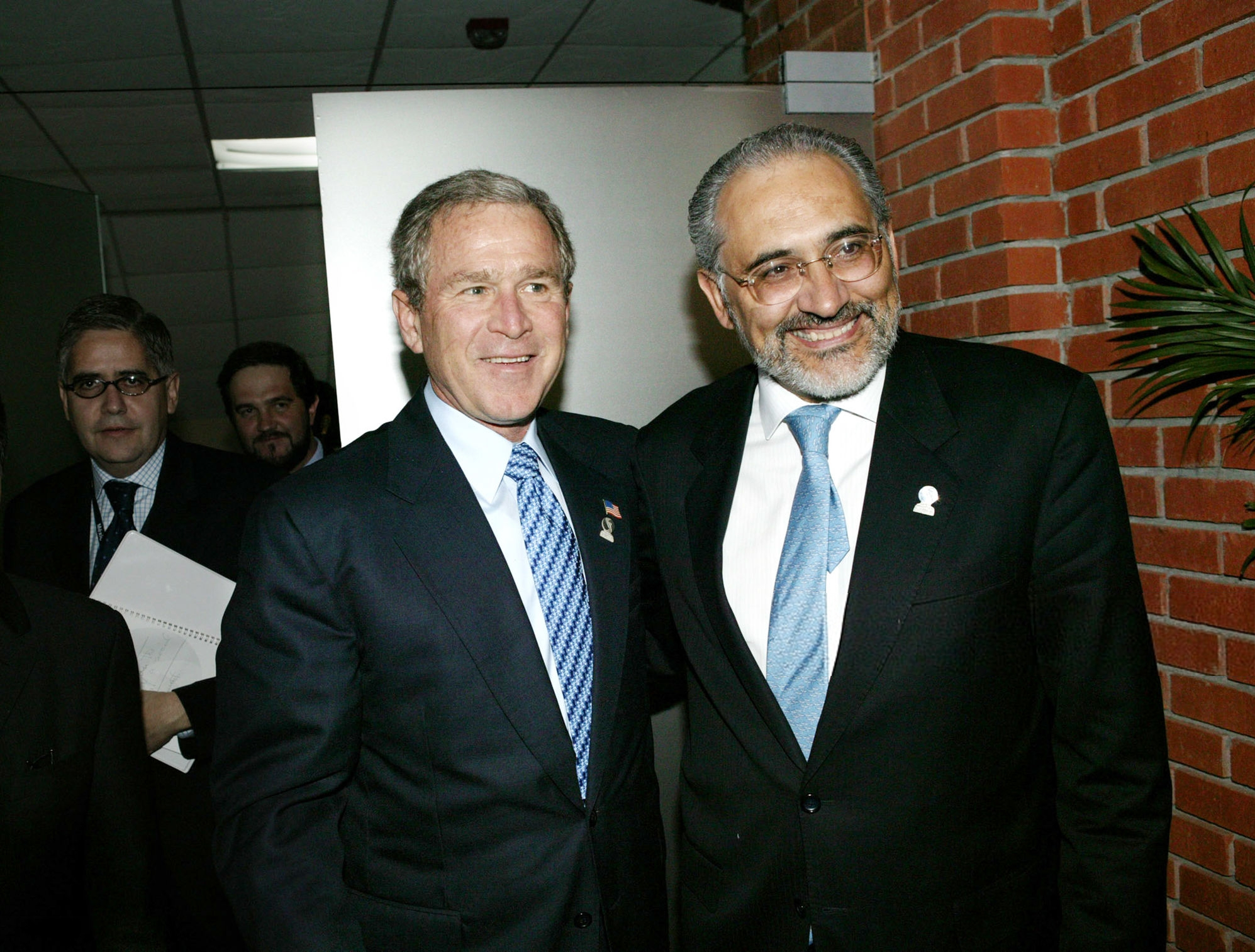
Mesa trifft US-Präsident George W. Bush, 2004

Mesa erklärte die Lösung des Energieressourcenstreits zum Ziel seiner Regierung. Dafür wurde 2004 ein Referendum abgehalten, in dem der Bevölkerung, aufgeteilt in fünf Fragen, Renationalisierung aller Industrien des Energiesektors, Besteuerung bis zu 50 %, Einsatz der Energiereserven als diplomatisches Mittel zur Wiedererlangung des Zugangs zum Pazifik, Verwendung der Mittel für Bildung, Gesundheit, Straßenbau und Beschäftigungsmaßnahmen vorgeschlagen wurde. Mit dem Referendum, für dessen Abhaltung erst noch die Verfassung geändert werden musste, verfolgte Mesa noch ein weiteres Ziel. Er wollte die direkte Demokratie stärken, den Menschen zeigen, dass Probleme auch mit demokratischen Mitteln gelöst werden können. Zum Demokratisierungsziel gehört auch die Gründung zweier Ministerien zum Zeitpunkt von Mesas Amtseinführung, ein Ministerium für Beteiligung der Bevölkerung an der Politik und eines für indigene Angelegenheiten.
Die Beteiligung am Referendum lag landesweit bei 60 %, im indigen besiedelten Hochland trotz zahlreicher Boykottaufrufe sogar bei 67 %. Alle Vorschläge wurden, mit unterschiedlichem Grad an Zustimmung, positiv entschieden. Der zweite Schritt sah eine Umsetzung des Ergebnisses im Parlament vor. Am Widerstand im Parlament und auch an den begleitenden Protesten, namentlich der Movimiento al Socialismo (MAS), scheiterte Mesa, was schließlich zu seinem Rücktritt führte. Sein erstes Rücktrittsgesuch reichte Mesa am 6. März ein; es wurde vom Kongress am 9. März 2005 einstimmig abgelehnt. Am 6. Juni erklärte Mesa seinen Rücktritt, er wollte aber bis zur Neuwahl eines neuen Präsidenten im Amt bleiben. Am 9. Juni 2005 nahm das Parlament das Rücktrittsgesuch Mesas an und erklärte den Präsidenten des obersten Gerichts, Eduardo Rodríguez, zum neuen Präsidenten.
Carlos Mesa ist verheiratet und hat zwei Söhne.
Seit 2018 führt er die seit 2020 im Parlament größte Oppositionspartei "Comunidad Ciudadana", die sich im politischen Zentrum versteht und ökologisch geprägt ist.

## Präsidentschaftswahl 2019
Für die Präsidentschaftswahlen 2019 kandidierte Carlos Mesa als gemeinsamer Kandidat der Allianza Comunidad Ciudadana (Allianz Bürgergemeinschaft) und der trotz des Namens in der politischen Mitte angesiedelten Frente Revolucionario de Izquierda, zusammen mit Gustavo Pedraza, unter Mesa Minister für nachhaltige Entwicklung.
Mesa stand für eine Mitte-Rechts-Politik. Er versprach, die öffentlichen Ausgaben einzudämmen, größere Auslandsinvestitionen in die Wirtschaft Boliviens zu fördern und die Korruption in der Regierung zu bekämpfen. In seinem Wahlkampf ging es vor allem um die Bedrohung, die Amtsinhaber Evo Morales aus Sicht Mesas für die Demokratie des Landes darstellte. Morales stand in der Kritik, weil die Verfassung explizit keine nochmalige Amtszeit zuließ. Eine Volksabstimmung, die die Verfassung ändern und eine weitere Amtszeit erlauben sollte, hatte Morales verloren. Danach aber hatte er das Verfassungsgericht angerufen, das diese Beschränkung für ungültig erklärte.
Für einen Sieg in der ersten Runde der Präsidentschaftswahl benötigte ein Kandidat mehr als 50 % der Stimmen oder mehr als 40 % der Stimmen sowie zehn Prozentpunkte Abstand auf den zweitplatzierten Kandidaten. Während der Auszählung der Stimmen schien es laut den veröffentlichten Zwischenergebnissen auf eine Stichwahl zwischen Morales und Mesa hinauszulaufen. Dann wurde die Bekanntgabe von Zwischenergebnissen jedoch für 24 Stunden unterbrochen. Anschließend war Morales’ Stimmenanteil sprunghaft angestiegen und hätte knapp für einen Sieg in der ersten Runde der Wahl ausgereicht. Auch das vorläufige Endergebnis wurde mit 47,07 % der Stimmen für Morales und 36,51 % der Stimmen für Mesa bekanntgegeben. Morales wurde von der Wahlkommission zum Sieger erklärt, was landesweite Proteste auslöste. Mesa erkannte das Ergebnis nicht an und sprach von Wahlbetrug. Morales trat aufgrund anhaltender Proteste am 10. November 2019 zurück. Interimspräsidentin wurde Jeanine Áñez.

## Präsidentschaftswahl 2020
Bei der Präsidentschaftswahl 2020 trat Mesa erneut als Kandidat der Comunidad Ciudadana an. Der Kandidat der MAS, Luis Arce, gewann die Wahl mit 55,1 % der Stimmen, Mesa erreichte den zweiten Platz mit 28,83 %. Zur von Mesa erhofften Stichwahl kam es aufgrund des guten Ergebnisses der MAS nicht. Alle unterlegenen Kandidaten erkannten das Ergebnis noch in der Wahlnacht an.

## Schriften (Auswahl)
- (mit José de Mesa; Teresa Gisbert), Historia de Bolivia, 6. ed. actual. y aum. La Paz : Gisbert, 2007
- Presidencia sitiada: memorias de mi gobierno, La Paz, Bolivia: Fundación Comunidad [u. a.], 2008